# Peretz Hirshbein

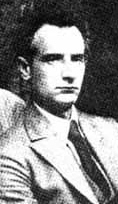
Peretz Hirshbein

Peretz Hirshbein (7 de noviembre de 1880 en Melnik, Grodno - 16 de agosto de 1948 en Los Ángeles) fue un dramaturgo judeoalemán, pieza clave del renacimiento del Teatro judeoalemán en Rusia. Fue autor de varias obras en hebreo, las cuales fueron publicadas en el diario Hazman, pero hubo poco público que acogiera el teatro en este idioma.

## Obras
En yidis, salvo que se anote otro. 
- Miriam (a.k.a. Downhill, 1905, en hebreo)
- Oif Yener Zeit Taikh (Del Otro Lado del Río, 1906)
- Die Erd (Tierra, 1907)
- Tkais Kaf (Contrato, a.k.a El Acuerdo 1907)
- Oifn Shaidveg (Saliendo al Camino, 1907)
- Die Goldene Keyt (La Cadena Dorada, 1908)
- Die Puste Kretshme (The Haunted Inn, 1912)
- A farvorfen Vinkel (A Neglected Nook or A Hidden Corner, 1912)
- Griene Felder (Campos Verdes, 1916)
- Dem Schmids Tekhter (Las Hijas de Smith, 1918 o ante)
- Navla o Nevila (1924 o antes) ,
- Donde Termina la Vida
- Joel
- El Último
- El Infame
- Un Rayo Lima
- Roite Felder (Campos Rojos, 1935, novela)
- El Malvado de Hitler (filme de 1943 en inglés, con el debut en EE. UU. del director Douglas Sirk)